# Anthem (videogioco)
Anthem è un videogioco action-RPG del 2019, sviluppato da BioWare e pubblicato da Electronic Arts per PlayStation 4, Xbox One e Microsoft Windows.
Il giocatore interpreta un guerriero appartenente alla fazione degli Specialisti, responsabili della salvaguardia e dell'esplorazione delle terre pericolose.
Nonostante l'annuncio di voler continuare a lavorare sul gioco, nel 2021 BioWare ha interrotto lo sviluppo di Anthem a causa della pandemia di COVID-19.
Nel Luglio 2025 Electronic Arts ha dichiarato il termine del supporto di Anthem e dei suoi servizi online in data 12 Gennaio 2026

## Modalità di gioco
Anthem combina sparatutto in terza persona ed elementi degli action RPG in un futuro distopico di un pianeta non meglio specificato, l'avventura può essere condivisa con un numero massimo di altri tre giocatori, i quali fanno parte della fazione degli Specialisti. Quest'ultima comprende quattro Strali: "il Guardiano", che è il primo strale che si riceverà all'inizio del gioco, è completo ed equilibrato; "il Colosso", grande e pesantemente armato, è ideale per un ruolo di tank; "la Tempesta", che usa una potente tecnologia per scatenare "l'energia pura dell'Inno" per fluttuare a mezz'aria; "l'Intercettore", ideale per il combattimento ravvicinato, capace di muoversi rapidamente.
Gli eventi principali si svolgono a Fort Tarsis, la roccaforte centrale di Anthem. Costruito dall'omonimo generale Helena Tarsis, funge da insediamento fortificato contro le minacce del mondo esterno ed è anche il punto in cui il giocatore va a ricevere nuove missioni e incarichi. È un crogiolo in cui si incontrano tutte le diverse fazioni del gioco, tra cui le Sentinelle, i Corvus, i Codificatori e gli Arcanisti.
Il gioco presenta sia elementi per la modalità multiplayer-cooperativa sia per giocatore singolo in un "mondo condiviso" che può ospitare massimo quattro membri. Le squadre possono combattere bestie feroci e predoni senza scrupoli esplorando le rovine perdute.
Le sfide da affrontare sono svariate: si passa dai tradizionali dungeon istanziati (qui denominati Roccaforti), fino ad arrivare a quest e incarichi da completare giornalmente. Una volta completata la trama, si avrà accesso ai contratti leggendari, un'altra tipologia di quest con ricompense davvero interessanti. Negli update successivi è inoltre in programma l'inserimento di nuove modalità, fra cui i tanto attesi Raid.

## Accoglienza
Il videogioco è stato accolto dalla critica con giudizi misti su tutte le piattaforme. Il gameplay è stato oggetto di critiche in quanto ritenuto ripetitivo e troppo basato sul grind, mentre lo stile grafico del gioco è stato apprezzato.
Anthem  non ha raggiunto l'obiettivo di 6 milioni di copie vendute entro fine marzo che EA aveva prefissato, e anche l'utilizzo delle microtransazioni è stato inferiore alle aspettative.
| Data             | Premio                 | Categoria        | Risultato |
| ---------------- | ---------------------- | ---------------- | --------- |
| 16 novembre 2018 | Golden Joystick Awards | Gioco più atteso | Candidato |